# Lijst van Nederlandse deelnemers aan de Paralympische Zomerspelen 1968
Deze lijst van Nederlandse deelnemers aan de Paralympische Zomerspelen 1968 in Tel Aviv. geeft een overzicht van de sporters die zich hebben gekwalificeerd voor de Spelen.
| Paralympiër           | Sport                        | Onderdeel | Ervaring   |
| --------------------- | ---------------------------- | --- | ---------- |
| Barendese             | Atletiek Tafeltennis         | Kogelstoten Klasse B Klasse C | Debutant   |
| E. Broos              | Atletiek Tafeltennis         | Kogelstoten Klasse A Klasse B | Debutant   |
| Van Driel             | Atletiek Tafeltennis Zwemmen | Slalom Klasse B Klasse C 25 m Schoolslag Klasse class 2 incomplete | Debutant   |
| G. Tuinier            | Atletiek Tafeltennis         | Kegelwerpen Klasse A 100 m Klasse A Slalom Klasse A Klasse B | Debutant   |
| Geerken               | Atletiek Tafeltennis         | Kogelstoten Klasse B Klasse B | Debutant   |
| S. Jonker             | Atletiek Zwemmen             | Kogelstoten Klasse C 50 m Rugslag Klasse class 3 incomplete | Debutant   |
| Kerkhoven             | Atletiek                     | 100 m Klasse C | Debutant   |
| Spronck               | Atletiek                     | Discuswerpen Klasse C | Debutant   |
| Spykerman             | Atletiek                     | Precisie Speerwerpen | Debutant   |
| Starre                | Atletiek Zwemmen             | 100 m Klasse C 50 m Rugslag Klase special class 50 m Vrije Slag Klasse special class                                                                                       | Debutant   |
| Tak                   | Atletiek                     | 100 m Klasse C | Debutant   |
| Van Eyk               | Atletiek                     | Kegelwerpen Klasse A 100 m Klasse A Speerwerpen Klasse A | Debutant   |
| Vandenberg            | Atletiek                     | Slalom Klasse B | Debutant   |
| Veldius               | Atletiek Boogschieten        | Precisie Speerwerpen FITA Ronde Klasse Open | Debutant   |
| Popke Popkema         | Boogschieten                 | Albion Ronde Klasse Open FITA Ronde Klasse Open | Debutant   |
| Piet Blanker          | Boogschieten                 | Albion Ronde Klasse Open FITA Ronde Klasse Open | 2de Spelen |
| Van Opdorp            | Boogschieten Zwemmen         | Albion Ronde Klasse Open FITA Ronde Klasse Open 25 m Rugslag Klasse class 2 incomplete 25 m Schoolslag Klasse class 2 incomplete 25 m Vrije Slag Klasse class 2 incomplete | Debutant   |
| Vandervis             | Boogschieten                 | St. Nicholas Ronde Klasse Dwarslaesie | Debutant   |
| Post                  | Tafeltennis                  | Klasse A1 | Debutant   |
| Noordam               | Tafeltennis Zwemmen          | Klasse A1 25 m Rugslag Klasse class 1 complete | Debutant   |
| J. Verstraelen        | Tafeltennis                  | Klasse B | Debutant   |
| van Buhl              | Tafeltennis                  | Klasse B | Debutant   |
| Koekoek               | Tafeltennis                  | Klasse C | Debutant   |
| Cees Broekman         | Zwemmen                      | 50 m Rugslag Klasse special class 50 m Schoolslag Klasse special class 50 m Vrije Slag Klasse special class                                                                | Debutant   |
| Graveland             | Zwemmen                      | 50 m Rugslag Klasse class 3 incomplete 50 m Schoolslag Klasse class 3 incomplete                                                                                           | Debutant   |
| Ingrid van der Benden | Zwemmen                      | 50 m Rugslag Klasse special class 50 m Schoolslag Klasse special class 50 m Vrije Slag Klasse special class                                                                | Debutant   |
| Janny Minholts        | Zwemmen                      | 50 m Rugslag Klasse special class 50 m Schoolslag Klasse special class 50 m Vrije Slag Klasse special class                                                                | Debutant   |
| Janny Minholts        | Zwemmen                      | 50 m Rugslag Klasse special class 50 m Schoolslag Klasse special class 50 m Vrije Slag Klasse special class                                                                | Debutant   |
| Piet Makkes           | Zwemmen                      | 50 m Rugslag Klasse special class 50 m Schoolslag Klasse special class 50 m Vrije Slag Klasse special class                                                                | Debutant   |
| Prins                 | Zwemmen                      | 50 m Rugslag Klasse special class 50 m Vrije Slag Klasse special class | 2de Spelen |
| Verschoor             | Zwemmen                      | 50 m Rugslag Klasse class 4 incomplete 50 m Vrije Slag Klasse class 4 incomplete                                                                                           | Debutant   |

## Opmerkingen
- De namen van de Basketbal heren van 1968 zijn niet bekend.